# Польські легіони (1914—1918)

Кокарда Польських легіонів

Легіони польські (пол. Legiony Polskie) — добровольче польське військове з'єднання 1914—1918 років, створене за ініціативи Юзефа Пілсудського в складі австро-угорської армії з метою боротьби за відновлення незалежності Польщі.

## Напередодні Першої світової війни
Напередодні війни за сприяння влади Австро-Угорщини в Галичині створено польські спортивні та парамілітарні об'єднання, що зосереджували патріотичну молодь «Стрілецький союз» (пол. «Związek Strzelecki»), «Польські стрілецькі дружини» (пол. «Polskie Drużyny Strzeleckie»), «Бартошові дружини» (пол. «Drużyny Bartoszowe»). Влітку 1914 року з членів цих організацій, що нараховували кілька десятків тисяч молодих людей, командування австро-угорської армії дозволило сформувати добровольчі підрозділи для участі у війні проти Росії з метою звільнення Царства Польського з-під влади Романових.

## Початок війни
27 серпня 1914 року Головне командування австро-угорської армії видало наказ про формування двох польських легіонів — Західного у Кракові та Східного у Львові, по 2 полки піхоти та 2-3 ескадрони кавалерії в кожному. Під час війни польські підрозділи мали підбурити польське населення Російської імперії на повстання, а їх ряди повинні були швидко поповнитися за рахунок поляків імперії. Однак повстання у Царстві Польському не відбулося; сформувати два легіони також не вдалося через загрозливу для Австро-Угорщини ситуацію на фронті. Сформовані на той час військові частини у вересні 1914 року були відправлені на фронт до Карпат. У грудні 1914 року було створено І бригаду легіонів (командувач — Юзеф Пілсудський), що воювала у Царстві Польському. У березні 1915 року сформовано II бригаду, відому як «Залізна», або «Карпатська» бригада (командир — Юзеф Галлер). Польські легіонери, зокрема улани, прославилися у боях з російською армією на Буковині.

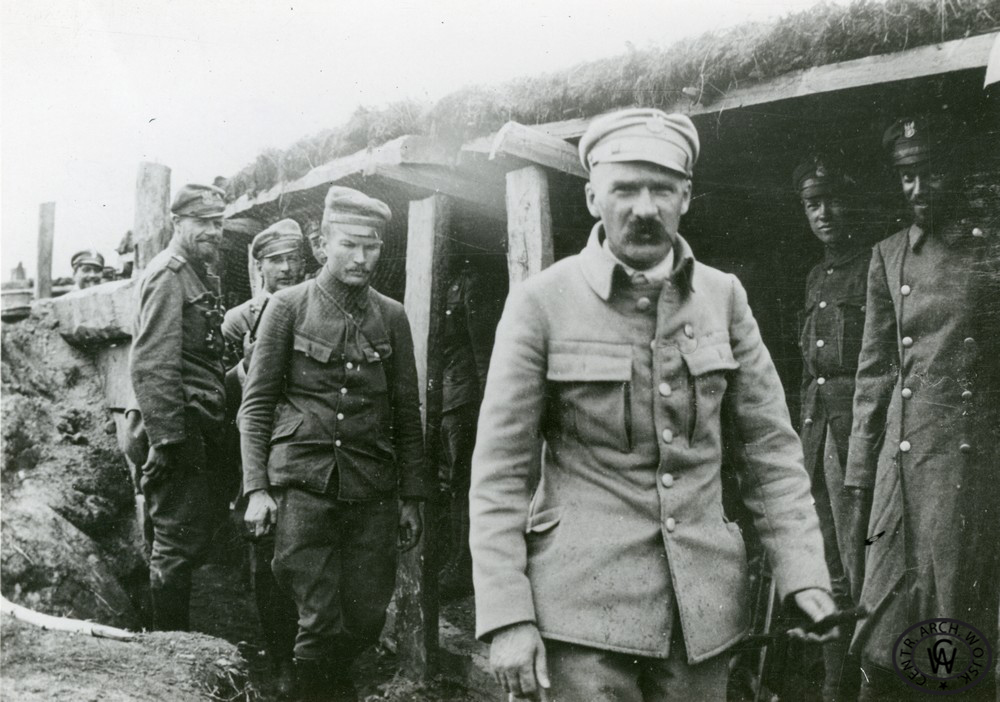
Юзеф Пілсудський в окопах легіонів на Волині,1916 рік

Восени 1915 року всі формування Легіонів (15 тис. осіб), до яких приєдналася нещодавно утворена III бригада (командир — Станіслав Шептицький), перебували на позиціях на Волині. Легіонери відзначилися у боях під Костюхнівкою під час російського наступу 1916 року.

## Озброєння
З початку війни зброю, мундири і спорядження закуповували на добровільні пожертви: через нестачу коштів легіонери у 1914 року мали на озброєнні застарілі однозарядні гвинтівки системи Верндля (1873/77 рр.) та трофейні російські гвинтівки Мосіна (1891/1910).
З середини вересня 1914 року деякі польські підрозділи отримали гвинтівки Манліхера (1895 р.) (кавалерія — карабіни Манліхера), а солдати III бригади — використовували російські гвинтівки. Командири та улани Польських легіонів застосовували також пістолети Штайєр (1907 р.) та револьвери Раста-Гассера (1898 р.).
Холодною зброєю у офіцерів та кінноти слугували австрійські шаблі зразка 1861 року, піки уланів та тесачні багнети до гвинтівок. На озброєнні польських солдатів були також кулемети Шварцльозе (1907/12 рр.), а нові формування отримували вже російські трофейні «Максими» та дещо пізніше — німецькі «Максими» (1908 р.). Артилерія мала на озброєнні австрійські мортири, 37-мм та 70-мм (1875 р.) гірські гармати, 90-мм гармати (1875/96 рр.), а пізніше польові 80-мм гармати зразка 1905 року.
Протягом грудня 1916 — лютого 1917 років проведено переозброєння легіонерів у німецьку зброю (гвинтівки Маузера 1898 року, кулемети Максима 1908 року). Польський допоміжний корпус був знов підпорядкований австро-угорському командуванню, що призвело до нового переозброєння на гвинтівки та карабіни Манліхера, пістолети Фроммера та 100-мм легкі гаубиці зразка 1914 року.

## Уніформа

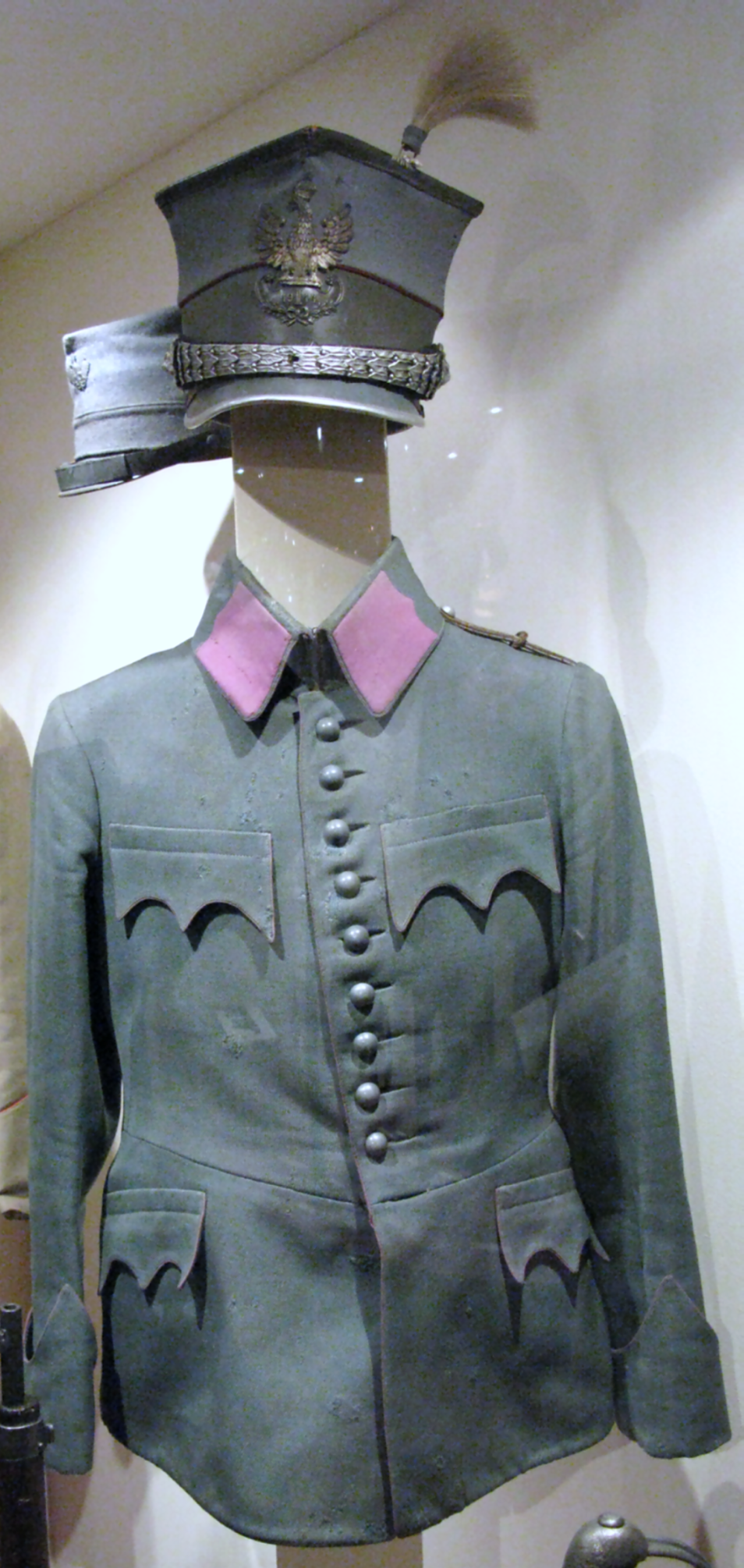
Мундир солдата 2-го полку уланів Польських легіонів

На початку війни кожна парамілітарна організація вдягала своїх членів у власні однострої. В результаті цього влітку — восени 1914 року легіонери носили стрілецькі капелюхи, «мацеївки», та «рогатівки» «Бартошових дружин», а пізніше солдати І та II бригад теж мали різні однострої. У серпні 1914 року було створено Польську військову інтендантуру, яка займалася пошиттям військового одягу. У вересні та жовтні 1914 року поляки отримали перші надходження взуття та уніформ від австрійського командування.
Легіонери І бригади носили переважно стрілецькі однострої з круглими кашкетами «мацеївками». У II бригаді було заведено мундири, що більш нагадували австрійські: кітелі мали австрійський крій, але відрізнялися відкладним коміром, штани з обмотками, кашкети «рогатівки» — з квадратним верхом, але подібні до австрійських кепі. На кашкети легіонерів кріпилися орли-кокарди з білого металу, а відзнаки військових посад — на комірі. Решта військового спорядження (рюкзаки, сухарні сумки, намети, лопатки, патронні сумки) була аналогічною австрійському. Улани носили мундири з великими кашкетами з квадратним верхом, що нагадували головні убори армії Царства Польського XIX століття.
Під час спроби формування «Польського вермахту» у квітні 1917 року було вироблено особливу форму, що включала «мацеївки», кітелі та штани німецького кольору «фельдграу» з випушками на клапанах кишень, манжетах, краях кітелів та відзнаки ступенів на погонах. Така уніформа, модифікована у наступні роки, стала не лише зразком обмундирування «Польського вермахту», але й Війська Польського 1918—1919 рр.

## Розформування легіонів
5 листопада 1916 року на землях, зайнятих військами Центральних держав, монархи Австро-Угорщини та Німеччини проголосили створення Польського королівства. Було створено військову комісію, яка мала формувати збройні сили королівства — «Польську збройну силу» або так званий «Польський вермахт», союзні арміям Центральних держав. У вересні 1916 року Польські легіони були виведені з фронту з метою доукомплектування та перетворення на «Польську силу збройну». Однак у липні 1917 року солдати І та III Бригад за ініціативи Ю. Пілсудського відмовилися присягати на вірність Німеччині, і Легіони було ліквідовано. На основі II бригади, що склала присягу, було створено Польський допоміжний корпус (7,5 тис. осіб), який в жовтні 1917 року був відправлений до Буковини. В ніч на 16 лютого 1918 року корпус на знак протесту проти умов Брестського миру вийшов з-під підпорядкування австро-угорської армії, перейшов фронт під Раранчею (тепер Рідківці) та в Сороках приєднався до 2-го Польського корпусу.